# Variabile LSP
Una stella variabile tipo LSP è una stella, di solito una supergigante rossa, che possiede un periodo di variabilità secondario piuttosto lungo. L'acronimo infatti deriva dall'inglese Long Secondary Period (variable).
Appartengono alla categoria delle stelle variabili semiregolari e il loro periodo lungo si intende, in genere, compreso fra 500 e 4000 giorni. Recenti studi hanno messo in evidenza che il 25% delle variabili semiregolari possiede periodi secondari di variabilità da 5 a 15 volte maggiori dei periodi primari.